# Subdeterminant

Subdeterminanty matice: zeleně je vyznačena podmatice odpovídající (druhému) minoru řádu 3 a hodnoty 16, žlutě podmatice k hlavnímu minoru řádu 2 hodnoty -7 a purpurově podmatice k vedoucímu hlavnímu minoru hodnoty 4.

V lineární algebře je subdeterminant nebo též minor matice {\displaystyle {\boldsymbol {A}}} determinantem podmatice, která byla z matice {\displaystyle {\boldsymbol {A}}} získána odstraněním některých řádků a sloupců. Počet řádků podmatice je řádem subdeterminantu. Subdeterminanty získané odstraněním právě jednoho řádku a jednoho sloupce ze čtvercové matice umožňují redukovat řád determinantu pomocí rozvoje podle řádku nebo sloupce. Prostřednictvím adjungované matice také souvisejí s inverzní maticí. 

## Definice
Pro matici {\displaystyle {\boldsymbol {A}}} typu {\displaystyle m\times n} a {\displaystyle 0\leq k\leq \min\{m,n\}} se subdeterminantem nebo minorem řádu {\displaystyle k}, nazývá determinant čtvercové matice řádu {\displaystyle k} získané z matice {\displaystyle {\boldsymbol {A}}} odebráním {\displaystyle m-k} řádků a {\displaystyle n-k} sloupců. Někdy se používá slovo „stupeň“ pro „řád“ subdeterminantu či minoru. Termín „minor“ se také nesprávně používá k označení čtvercové matice řádu {\displaystyle k} získané uvedeným způsobem, ale tato matice by měla být označována jako (čtvercová) podmatice matice {\displaystyle {\boldsymbol {A}}}, přičemž výraz „minor“ by měl být užíván pouze pro determinant této matice.
Matice {\displaystyle {\boldsymbol {A}}} typu {\displaystyle m\times n} má celkem {\displaystyle {\binom {m}{k}}\cdot {\binom {n}{k}}} subdeterminantů řádu {\displaystyle k}. Subdeterminant řádu nula je definován jako 1. 
Operace odebrání formálně spočívá ve výběru posloupnosti indexů řádků {\displaystyle 1\leq i_{1}<i_{2}<\cdots <i_{k}\leq m} a posloupnosti indexů sloupců {\displaystyle 1\leq j_{1}<j_{2}<\cdots <j_{k}\leq n}. Tyto vybrané množiny indexů {\displaystyle I=\{i_{1},\dots ,i_{k}\}} a {\displaystyle J=\{j_{1},\dots ,j_{k}\}} se použijí k výpočtu determinantu podmatice {\displaystyle {\boldsymbol {A}}[I\times J]}, čili výrazu:
{\displaystyle \det({\boldsymbol {A}}[I\times J])={\begin{vmatrix}a_{i_{1},j_{1}}&a_{i_{1},j_{2}}&\dots &a_{i_{1},j_{k}}\\a_{i_{2},j_{1}}&a_{i_{2},j_{2}}&\dots &a_{i_{2},j_{k}}\\\vdots &\vdots &\ddots &\vdots \\a_{i_{k},j_{1}}&a_{i_{k},j_{2}}&\dots &a_{i_{k},j_{k}}\end{vmatrix}}}
Je-li {\displaystyle {\boldsymbol {A}}} čtvercová matice řádu {\displaystyle n}, 
potom její první minor je každý subdeterminant řádu {\displaystyle n-1},  a jako takový vzniká odebráním jednoho řádku a sloupce. Podobně pro druhé a další minory. Za nultý minor čtvercové matice lze považovat její determinant.
První minor, který je determinantem podmatice vytvořené z čtvercové matice {\displaystyle {\boldsymbol {A}}} odstraněním {\displaystyle i}-tého řádku a {\displaystyle j}-tého sloupce se nazývá subdeterminant (minor) příslušný k prvku {\displaystyle a_{ij}} matice {\displaystyle {\boldsymbol {A}}}.
Pokud {\displaystyle I=J}, čili pokud z matice bylo ponecháno {\displaystyle k} řádků a sloupců se stejnými indexy, nazývá se odpovídající subdeterminant hlavním minorem stupně {\displaystyle k} (platí i pro obdélníkové matice). Hlavní minor stupně {\displaystyle k}, vzniklý odebráním posledních {\displaystyle m-k} řádků a {\displaystyle n-k} sloupců, neboli daný množinami {\displaystyle I=J=\{1,2,\dots ,k\},} se nazývá vedoucí hlavní minor řádu {\displaystyle k}. U čtvercových matic řádu {\displaystyle n} se nazývá též {\displaystyle (n-k)}-tý vedoucí (hlavní) minor. 
Někdy jsou vedoucí hlavní minory nazývány hlavními minory, zatímco první zmíněné nejsou nijak zvlášť pojmenovány.

### Ukázka
U reálné matice
{\displaystyle {\boldsymbol {A}}={\begin{pmatrix}1&3&4&2\\0&3&1&1\\7&1&3&4\end{pmatrix}}}
typu {\displaystyle 3\times 4} vznikne odebráním druhého řádku a také druhého a třetího sloupce, neboli ponecháním prvků s řádkovými indexy z množiny {\displaystyle I=\{1,3\}} a sloupcovými  indexy z množiny {\displaystyle J=\{1,4\}} subdeterminant hodnoty:
{\displaystyle {\begin{vmatrix}1&\Box &\Box &2\\\Box &\Box &\Box &\Box \\7&\Box &\Box &4\end{vmatrix}}={\begin{vmatrix}1&2\\7&4\end{vmatrix}}=1\cdot 4-2\cdot 7=4-14=-10.}
Tento minor není hlavní, protože {\displaystyle I\neq J}. Hlavní minor matice {\displaystyle {\boldsymbol {A}}} je například subdeterminant
{\displaystyle {\begin{vmatrix}3&1\\1&3\end{vmatrix}}=8}
odvozený z množin {\displaystyle I=J=\{2,3\}}.
Vedoucí hlavní minory matice {\displaystyle {\boldsymbol {A}}} jsou:
řádu 1: {\displaystyle {\begin{vmatrix}1\end{vmatrix}}=1,\quad } řádu 2: {\displaystyle \quad {\begin{vmatrix}1&3\\0&3\end{vmatrix}}=3,\quad } řádu 3: {\displaystyle {\begin{vmatrix}1&3&4\\0&3&1\\7&1&3\end{vmatrix}}=-55.}
Subdeterminant příslušný k prvku {\displaystyle a_{23}} reálné čtvercové matice 
{\displaystyle {\boldsymbol {A}}={\begin{pmatrix}1&4&7\\3&0&5\\-1&9&11\\\end{pmatrix}}}
je roven:
{\displaystyle {\begin{vmatrix}1&4&\Box \\\Box &\Box &\Box \\-1&9&\Box \\\end{vmatrix}}={\begin{vmatrix}1&4\\-1&9\\\end{vmatrix}}=9-(-4)=13}

## Použití subdeterminantů

### Algebraický doplněk
Algebraickým doplňkem nebo také kofaktorem prvku {\displaystyle a_{ij}} čtvercové matice {\displaystyle {\boldsymbol {A}}} nazýváme číslo 
{\displaystyle {\tilde {a}}_{ij}={(-1)}^{i+j}{\det {\boldsymbol {A}}_{ij}}={\begin{vmatrix}a_{1,1}&\dots &a_{1,j-1}&0&a_{1,j+1}&\dots &a_{1,n}\\\vdots &\ddots &\vdots &\vdots &\vdots &&\vdots \\a_{i-1,1}&\dots &a_{i-1,j-1}&0&a_{i-1,j+1}&\dots &a_{i-1,n}\\0&\dots &0&1&0&\dots &0\\a_{i+1,1}&\dots &a_{i+1,j-1}&0&a_{i+1,j+1}&\dots &a_{i+1,n}\\\vdots &&\vdots &\vdots &\vdots &\ddots &\vdots \\a_{n,1}&\dots &a_{n,j-1}&0&a_{n,j+1}&\dots &a_{n,n}\end{vmatrix}}\;,}
kde {\displaystyle \det {\boldsymbol {A}}_{ij}} je subdeterminant příslušný k prvku {\displaystyle a_{ij}} matice {\displaystyle {\boldsymbol {A}}}. Transponovaná matice z algebraických doplňků se nazývá adjungovaná matice. Adjungovaná matice k regulární matici je {\displaystyle |{\boldsymbol {A}}|}-násobkem její inverzní matice.

### Laplaceův rozvoj determinantu
Algebraický doplněk lze použít k výpočtu determinantu. Pro libovolný (pevně daný) řádkový index {\displaystyle i} lze determinant matice {\displaystyle {\boldsymbol {A}}} řádu {\displaystyle n} vyjádřit pomocí součtu součinů všech prvků tohoto řádku a jejich algebraických doplňků:
{\displaystyle \det {\boldsymbol {A}}=\sum _{j=1}^{n}a_{ij}{\tilde {a}}_{ij}=\sum _{j=1}^{n}a_{ij}{(-1)}^{i+j}\det {\boldsymbol {A}}_{ij}}.
Tento vzorec se nazývá (Laplaceův) rozvoj (rozklad) determinantu podle {\displaystyle i}-tého řádku. Vzhledem k tomu, že se determinant nezmění transpozicí matice, lze jej vyjádřit teké rozvojem (rozkladem) podle {\displaystyle j}-tého sloupce:
{\displaystyle \det {\boldsymbol {A}}=\sum _{i=1}^{n}a_{ij}{\tilde {a}}_{ij}=\sum _{i=1}^{n}a_{ij}{(-1)}^{i+j}\det {\boldsymbol {A}}_{ij}}.
Pomocí těchto vzorců lze výpočet determinantu převést na výpočet několika subdeterminantů, jejichž řád je o jedna menší. Opakováním tohoto procesu lze dospět až k subdeterminantům prvního řádu, jejichž hodnota je odpovídá jednotlivým prvkům matice. Uvedený postup vede na rekurentní algoritmus pro výpočet determinantu. Navzdory jednoduché implementaci roste jeho výpočetní složitost exponenciálně rychle s řádem determinantu, proto je vhodnější determínant počítat např. Gaussovou eliminační metodou.
Rozvoj determinantu je možné zobecnit i na rozvoj podle víceprvkové množiny vybraných řádků s využitím všech možných subdeterminantů sestavených z těchto řádků.  

### Další aplikace
Každá reálná matice typu {\displaystyle m\times n} hodnosti {\displaystyle r} (platí i pro matice nad libovolným tělesem) má alespoň jeden nenulový subdeterminant řádu {\displaystyle r}, zatímco všechny subdeterminanty řádu alespoň {\displaystyle r+1} jsou nulové.
U hermitovských matic mohou být vedoucí hlavní minory použity k testu pozitivní definitnosti podle Sylvesterova kritéria a hlavní minory mohou být podobně použity k testu pozitivní semidefinitnosti. 
Jak vzorec pro obyčejný součin matic, tak i Cauchyho–Binetův vzorec pro determinant součinu matic jsou speciálními případy následujícího obecného tvrzení o subdeterminantech součinu  matic. Jsou-li matice {\displaystyle {\boldsymbol {A}}} typu {\displaystyle m\times n}, matice {\displaystyle {\boldsymbol {B}}} typu {\displaystyle n\times p} a jsou-li {\displaystyle I} a {\displaystyle J} dvě {\displaystyle k}-prvkové podmnožiny množin{\displaystyle \{1,\dots ,m\}} a {\displaystyle \{1,\dots ,p\}}, potom platí:
{\displaystyle ({\boldsymbol {AB}})[I\times J]=\sum _{K}\mathbf {A} [I\times K]\cdot \mathbf {B} [K\times J]\,},
kde součet prochází přes všechny {\displaystyle k}-prvkové podmnožiny {\displaystyle K} množiny {\displaystyle \{1,\dots ,n\}}. Uvedený vztah je přímým rozšířením Cauchyho–Binetova vzorce.